# Margaret Mee
Margaret Ursula Mee (30 de novembre, 1909 Chesham, Anglaterra - 3 de desembre, 1988., Anglaterra), era una artista botànica es va especialitzar en les plantes de la Selva de l'amazones del Brasil. La seva primera matrícula va ser a l'Institut Dr Challoner. Va Estudiar art a l'Escola C. Martin, Escola Central d'art, i l'escola d'art Caberwell, on va conèixer el seu futur marit, Greville Mee. Va rebre un diploma nacional de pintura i disseny el 1950.
Va anar al Brasil amb el seu segon marit, Greville, el 1952 va ensenyar art a l'escola britànica de São Paulo. Va esdevenir una artista botànica per a l'Institut De Botànica de São Paulo. El 1958, explorant la selva i més específicament la part l'Estat d'Amazones (Brasil). Des de 1964, pinta les plantes que veia així com en recollinta algunes per a la il·lustració posterior. Té una obra extensa que compta amb; 400 folis d'il·lustracions de pintura al tremp d'ou, 40 pàgines de llibreta, i 15 diaris.
Margaret Mee va morir a Anglaterra el 1988, en un accident de cotxe. En el seu honor es va fundar una organització per donar suport al bosc de l'Amazones, en aquesta associació proporcionen beques per estudiants botànics brasilers i il·lustradors de plantes que desitgen estudiar al Regne Unit o dirigir una investigació de camp al Brasil, també es dediquen a la conservació de boscos i a la seva difusió.
El 2004 els Col·leccionistes Antics Bastonegen en associació amb el Reial Jardí Botànic de Kew, publiquen L'amazones de Margaret Mee - Diaris d'un Exploradora Artista. La coberta il·lustra l'espècie de Lecythidaceous Gustavia pulchra i el llibre mateix és una història il·lustrada de manera pròdigiosa de les seves expedicions a les selves Amazoniques durant un període de 32 anys. La seva emoció i passió per l'Amazones és clarament evident als seus textos lírics i articulars. Uns quants mapes mostren les rutes dels seus viatges, però el focus del llibre és sobre els seus diaris detallats datats entre 1956 i 1988. El text està format per dibuixos, pintures i fotografies.